# 日本法律学校
| 日本法律学校 | 日本法律学校               |
| ------------ | -------------------------- |
| 創立         | 1889年10月4日 （設立認可） |
| 所在地       | 東京市麹町区（開校時）     |
| 創立者総代   | 宮崎道三郎                 |
| 後身校       | 日本大学                   |

日本法律学校（にほんほうりつがっこう）は、1889年（明治22年）10月に東京市麹町区飯田町の皇典講究所内に設立された私立法律学校。大日本帝国憲法公布にともない、皇典講究所所長である司法大臣山田顕義が、日本の法律を研究し国運の増進をはかる目的とする学校の設立をめざし、同じ趣旨で学校設立計画を進める法律学者らを全面的に支援して設立された。この項目では後身である日本大学（専門学校令準拠）についても扱う。

## 概要

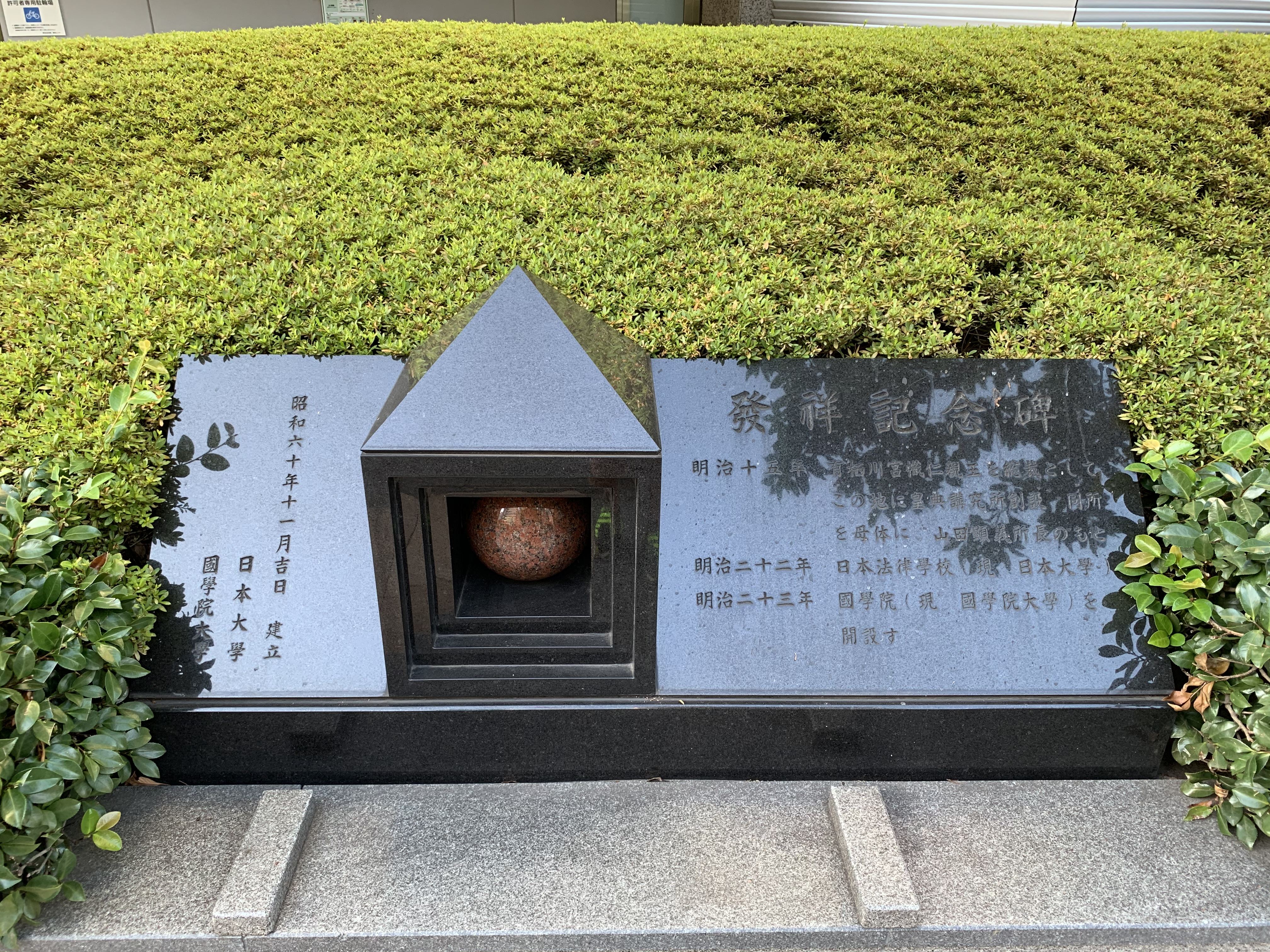
皇典講究所発祥記念碑

現在の日本大学の前身である私立法律学校である。現在の日大では本校の設立認可がなされた1889年10月4日を大学創立の日付とし、この日は同大学の「創立記念日」として継承されている。日大の学部・学科のうち法学部法律学科および文理学部は「日本法律学校」時代に、法学部政治経済学科・商学部・経済学部は専門学校令準拠時代（旧制専門学校としての日本大学時代）にまでその起源を遡ることができる。
1889年（明治22年）4月3日の「日本法律学校設立趣意書」の趣意では、「外来の先進ヨーロッパ諸国の法学思想とわが国固有の思想との融合調和を目指し、日本独自の法律文化を確立するため、法学教育の機関を創設すべき必要がある」とし、主意書に記されている創立目的を要約すると、「日本の法律は新旧を問わず学ぶ、海外の法律を参考として長所を取り入れる、日本法学という学問を提唱する」とした。近代国家の成立期、従来のように欧米法教育が主流の時代において、日本法律を教育する学校として誕生した本校は独自性を発揮することとなった。
開校当初は、皇典講究所の校舎を借り受けて授業を行うなど、同所および同所内に設立された國學院と深い関係を有していた。また設立当初行っていた夜間授業は最初に認可されたものである。

## 沿革

### 設立時の経緯

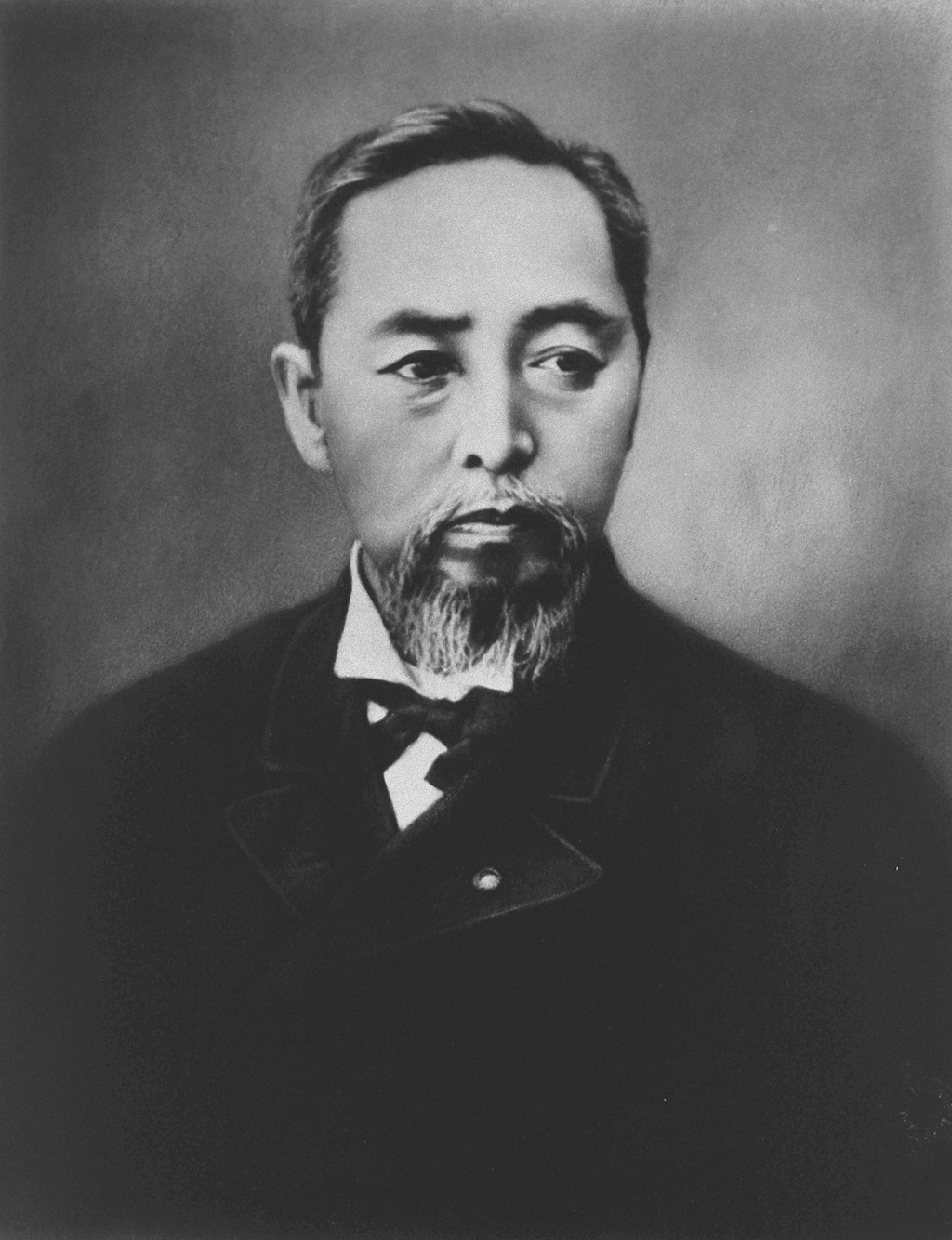
学祖・山田顕義

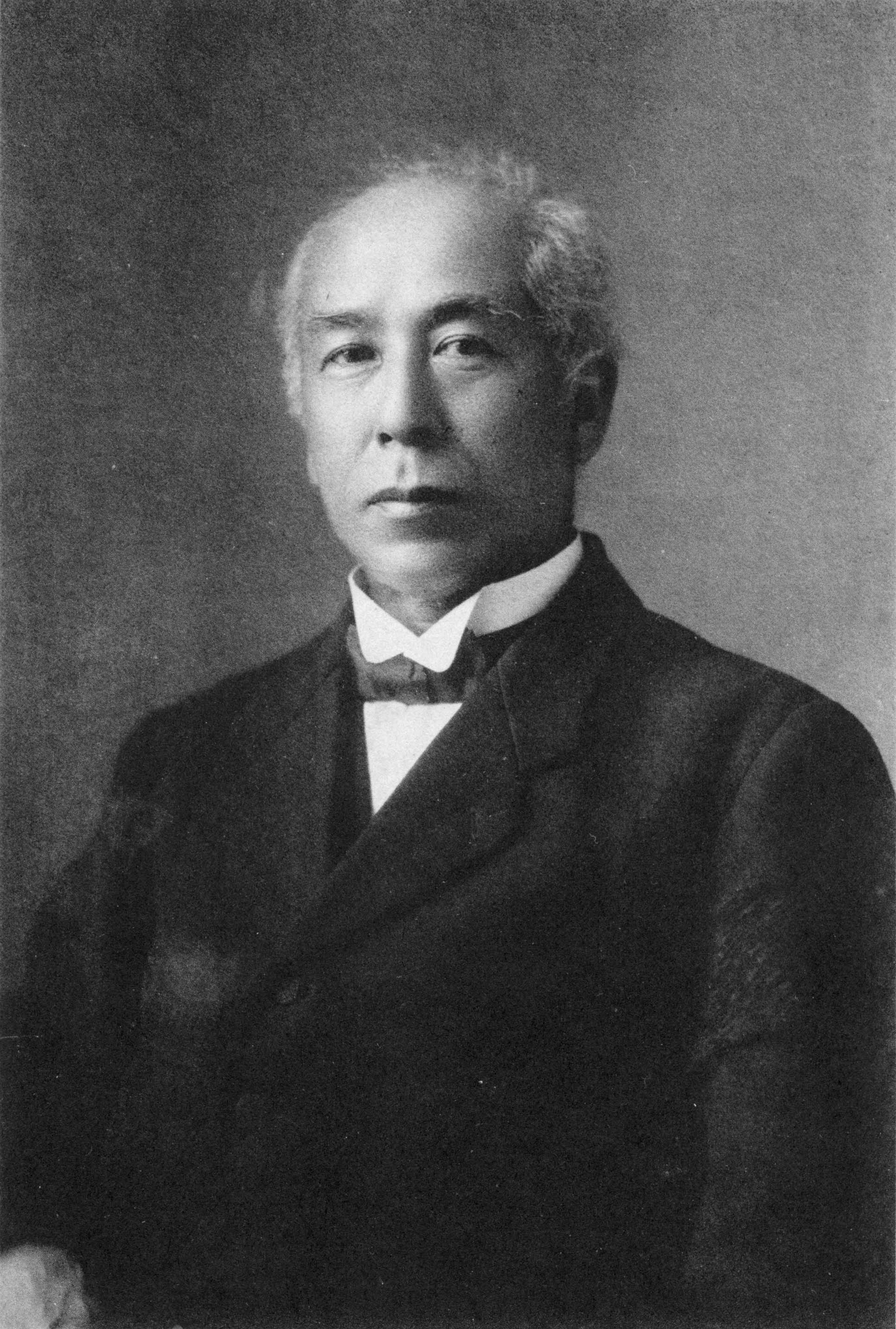
創立者総代・宮崎道三郎

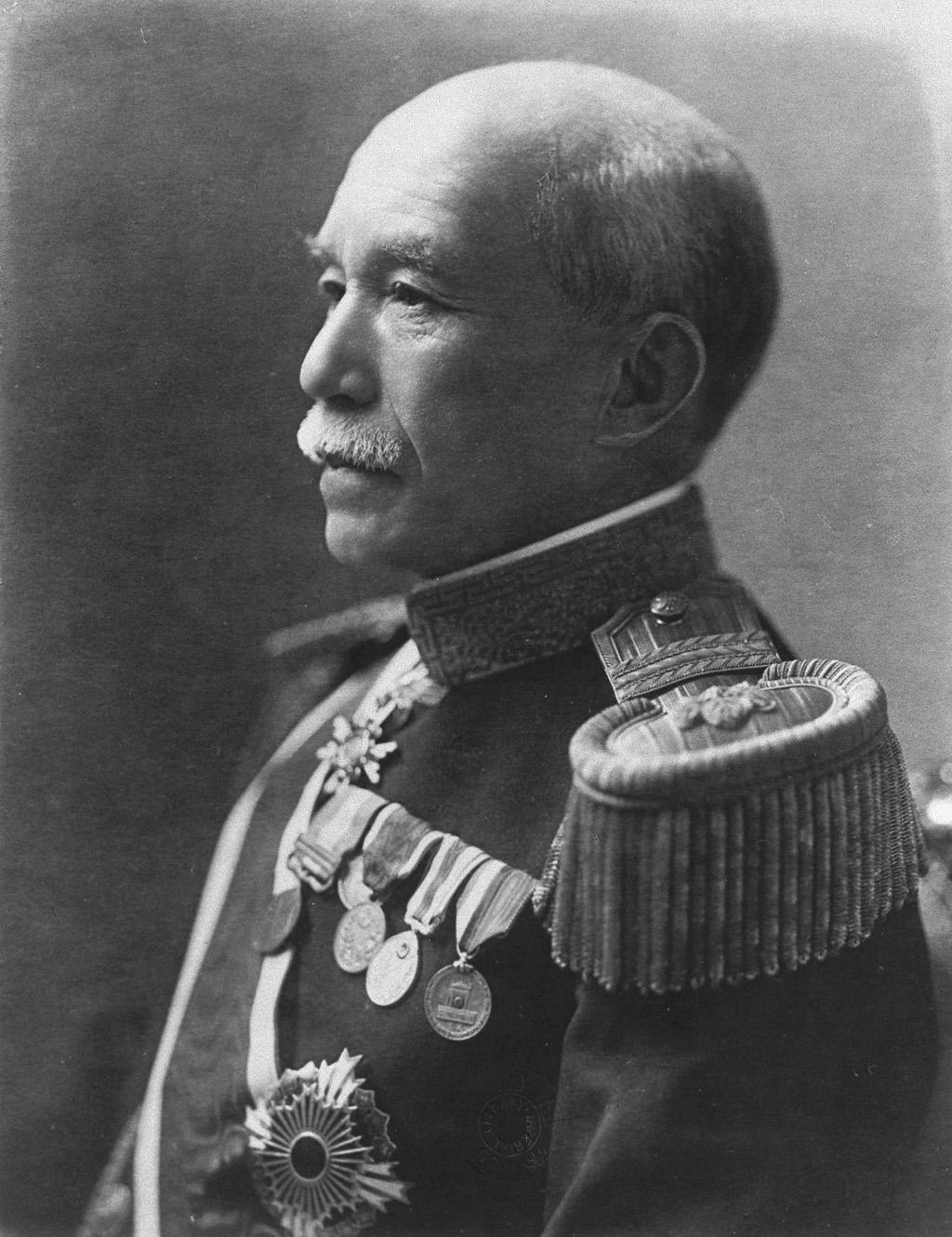
初代校長・金子堅太郎

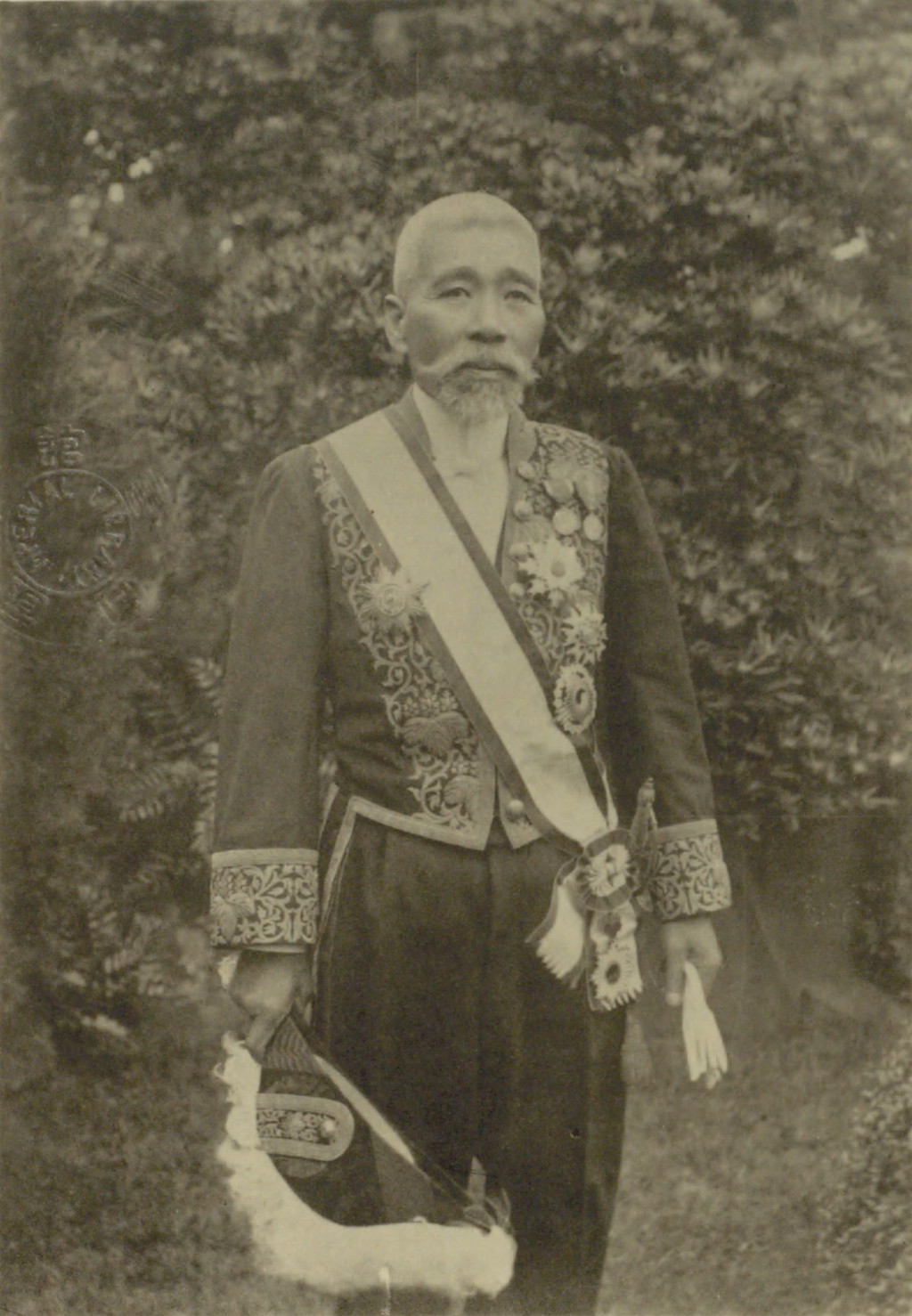
第2代校長、初代総長・松岡康毅

1889年（明治22年2月11日に大日本帝国憲法が発布されると、法学界の中から外国の法理論は参考とし、日本の法律を中心に研究することを趣旨とする学校の設立を求める声が起こった。当時、初代司法大臣の任にあった山田顕義は、日本最初となるこの憲法の施行に向け日本独自の法典研究と教育が急務であると考え、自らが所長を兼ねていた皇典講究所内に「国法科」を新設することを構想した。また同時期、山田とは別に東京帝国大学教授・宮崎道三郎を中心とする若手の法律学者らによって日本法律を教授する学校の設立の計画が進められていた。これらを契機として、山田は宮崎や憲法起草者である金子堅太郎ら法学者11名と協議し、新たな理念と思想を持つ法律学校設立のための設立要旨を次のように取りまとめた。
「一、国法は日本固有の国体・民情・慣習・ 文化を根底として作らるべきであり，この際日本古来の慣習制度をみ直す　二、憲法はじめ法律が多数制定されつつある現在，これを国民に熟知徹底させるために日本法律を講義する　三、日本法律として成立した法律を検討し，古来の精神・慣習・制度の面から必要な改正の議をたてる　四、同時に海外の法理もまた大いに研究し，わが国法学に資し，もって日本法学を振起して国運の増進をはかる」。
上記の設立要旨をもって1889年9月、東京府に設立許可が申請され、同年10月4日に設立が認可された日本法律学校は、翌年の1890年9月、設立者の一人である金子堅太郎を初代校長に迎えて開校した。開校当初、本校は皇典講究所の校舎内に設置され、同所の校舎（教室）を夜間借り受けて講義を行なう形式をとっていたが、これは同じ年の1890年、皇典講究所内に国史・国文・国法を教授する國學院が開校したことにともない、当初の山田の構想に沿って同校において国法を専修し法典研究にあたる部局として位置づけられていたためである。
一方、設立評議員となった山田顕義は、設立時に示した開学理念による思想的影響に止まらず、運営財政面を中心にさまざまな形で本校の設立事業とその後の学校の発展に大きく貢献した。彼の支援によって設立時には司法省から「法律取調事業嘱託費」の名目で50,000円の下付がなされただけでなく、設立後にも彼は文部省に対して「特別認可学校」とするよう要請を行った。さらに彼はさまざまな近代法典編纂に関わり日本における「近代法の祖」と称されていることから、本校の後身機関である日本大学は彼に「学祖」の称号を与え、大学の歴史上特別な位置づけとしている。

### 皇典講究所からの独立
1892年11月11日、庇護者である山田が死去すると資金難が予想されたため本学は廃校も協議されるようになり、卒業生46名を送り出した1893年7月の第1回卒業式の直前には金子校長が辞職する事態となった。しかし卒業生の運動もあって本学はこの危機を乗り切り、1893年12月には司法省指定学校とされ松岡康毅が第2代校長に就任し、学校経営を安定させることに成功した。そして1897年には学術研究の機関誌として『日本法政新誌』が創刊されるなど、法律学校としての体裁も次第に整備された。これらと並行して1895年～1896年の校地移転、および1896年12月の財団法人改組を通じて皇典講究所からの組織的独立も果たした。

### 「日本大学」と改称
当初法律学科のみを設置していた本学は、1901年10月に高等師範科を設置して単なる法律学校に止まらない総合大学への昇格を目指すようになり、1903年8月、日本大学と改称し、翌1904年に専門学校令準拠の高等教育機関となり、併せて大学部に政治科・商科を併設した。
なお、校名を日本法律学校から日本大学に改めることに文部省は難色を示し、理事の戸水寛人を呼びつけて「日本法律学校なら日本の法律を教える学校なので問題ないが、日本大学だと日本を代表する国立大学と間違えられる恐れがある」として再考を求めた。しかし戸水は承服せず、「日本大学が駄目なら日本中学はどうなるのか」と主張し、ついに日本大学への改称を認めさせたというエピソードが知られている。

### 大学昇格への道
この時点では制度上旧制専門学校であった日本大学が大学令による制度上の大学（旧制大学）に昇格したのは、1920年（大正9年）4月16日である。そして、専門学校令準拠の日本大学は在籍者の卒業を待って1922年度いっぱいで廃止された。

## 年表
- 1889年（明治22年）

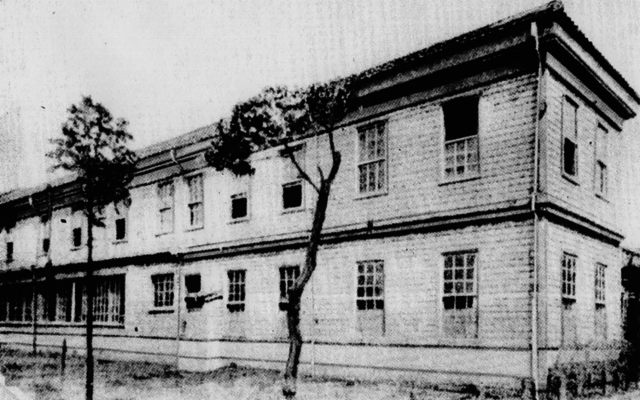
日本法律学校（1896年頃）

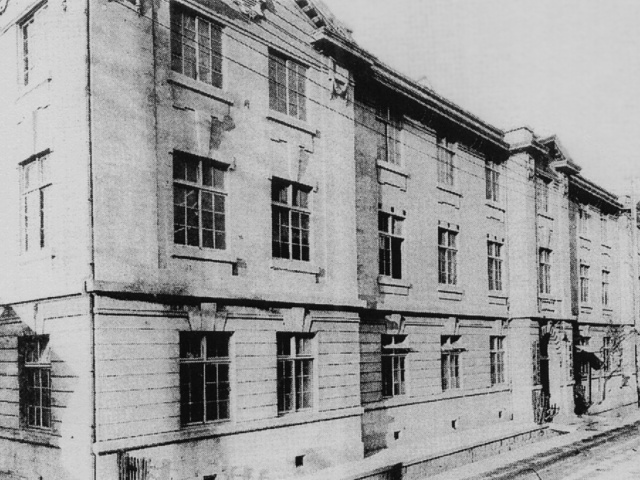
1912年改築の校舎

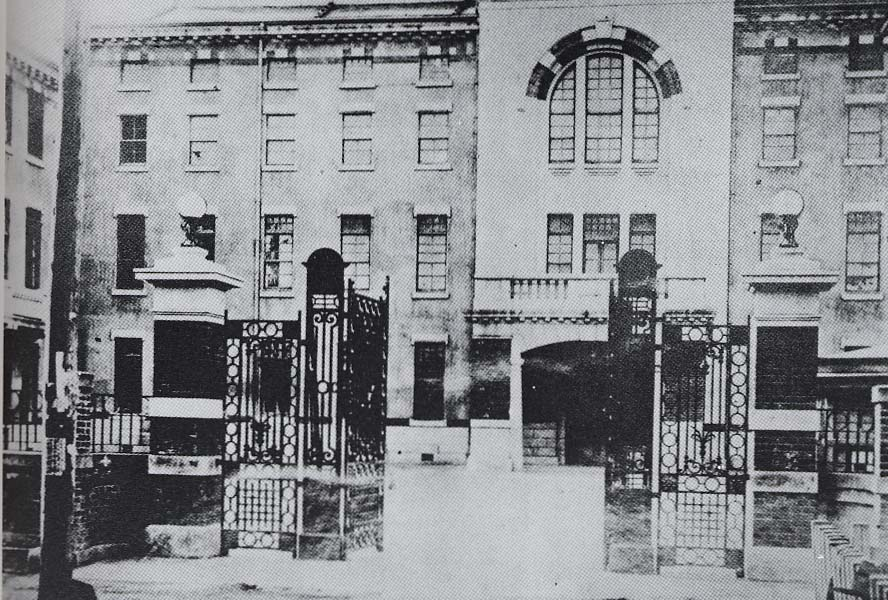
三崎町校舎（1920年竣工）

  - 9月 - 東京府に日本法律学校の設立許可が申請される。
  - 10月4日 - 設立認可。
- 1890年（明治23年）9月 - 金子堅太郎を初代校長として開校式挙行。
- 1893年（明治26年）
  - 7月16日 - 第1回卒業生46名。
  - 12月 - 司法省指定学校となり判事検事登用試験の受験資格が与えられる。
- 1895年（明治28年）-  校舎を大日本教育会（神田区一ツ橋通）内に移転。
- 1897年（明治30年）1月 - 学術研究誌『日本法政新誌』第1号が刊行。
- 1898年（明治31年）12月22日 - 財団法人組織に改組し、皇典講究所から組織的独立[12]。
- 1901年（明治34年）10月 - 高等師範科設置。
- 1903年（明治36年）
  - 2月 - 高等予備科・高等法学科を設置。
  - 8月19日 - 校則を改め大学組織「日本大学」に改称。記念して徽章と制服・制帽を制定。
  - 12月 - 外国語専修部（英語・ドイツ語専修科）を設置。
- 1904年（明治37年）
  - 3月 - 専門学校令準拠の旧制専門学校となり、従前の大学部法律学科と並んで政治科・商科を併設。
  - 10月 - 大学部法律学科・政治科・商科に在籍する学生総数は1,800名、教員総数約80名であった。
- 1905年（明治38年）10月 - 大学部商科の授業開始[13]。
- 1911年（明治44年）4月 - 大学部・専門部の政治科の授業開始[14]。
- 1917年（大正06年）4月 - 予科の修業年限を2年に延長。
- 1920年（大正09年）4月16日 - 大学令準拠の（旧制）大学として発足。法文学部（法律科・政治科・宗教科・社会科）と商学部（商科）を設置。
- 1923年（大正12年）3月 - 専門学校令準拠の大学部・大学予科を廃止[11]。

## 創立に関わった人物
日本大学の「学祖」とされる山田顕義が創立に深く関わっている。

### 設立評議員
- 山田顕義
- 箕作麟祥
- 加藤弘之
- 穂積八束
- 児島惟謙
- 松岡康毅
- 清浦奎吾
- 中村元嘉

### 創立者
- 宮崎道三郎（創立者総代）
- 金子堅太郎（初代校長）
- 樋山資之（幹事）
- 斯波淳六郎（幹事）
- 野田藤吉郎（幹事）
- 本多康直
- 末岡精一
- 添田寿一
- 穂積八束
- 平島及平
- 上條慎蔵

## 歴代校長・学長・総長
- 初代：金子堅太郎（1890年10月～1893年7月）
- 第2代：松岡康毅（1893年12月～1923年9月）[15]

## 校地の変遷と継承

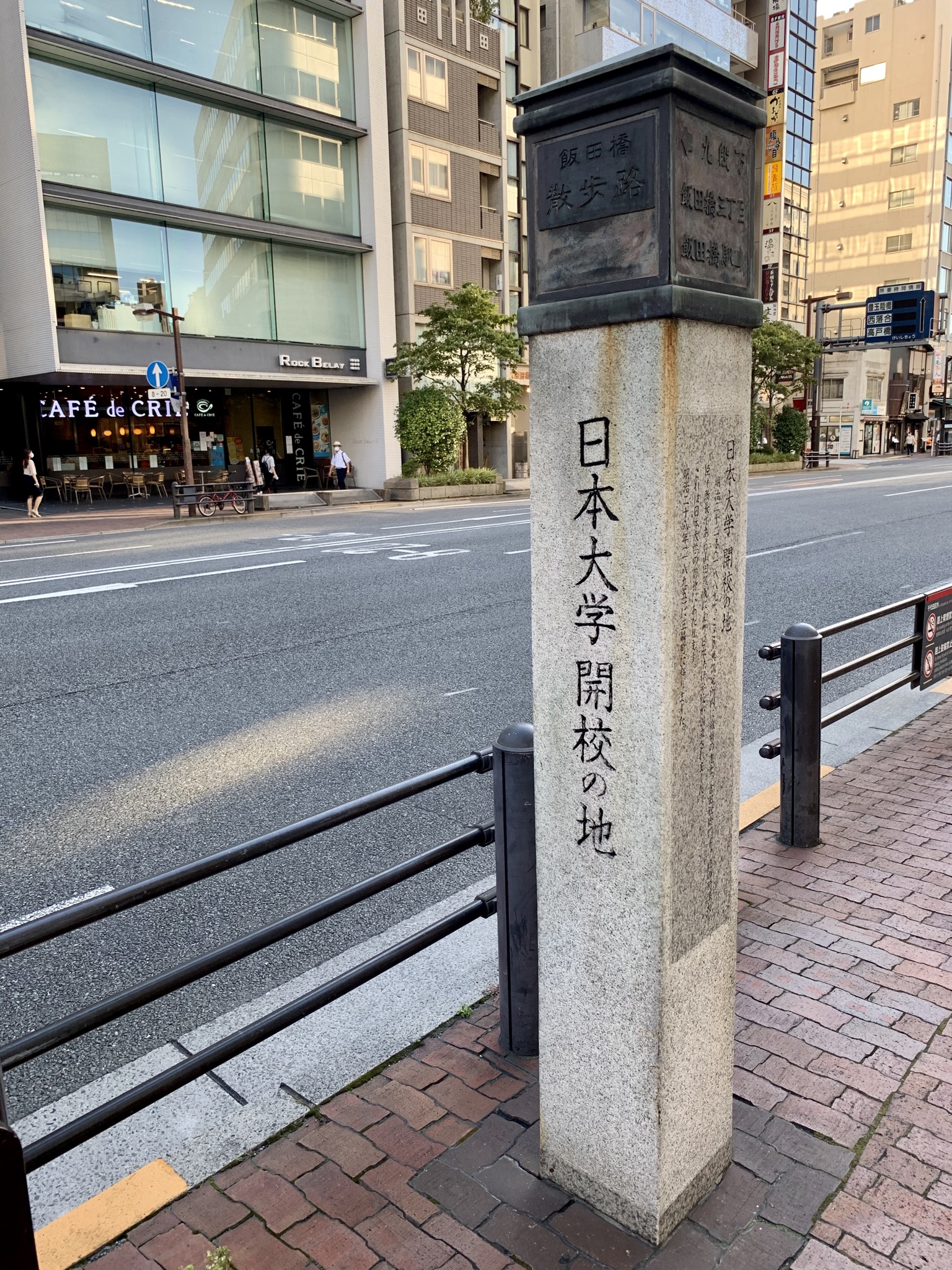
日本大学開校の地（千代田区飯田橋）

設立時の校地は、先述の通り皇典講究所のあった東京市麹町区飯田町（現在の東京都千代田区飯田橋）に所在し、木造2階建ての校舎を昼は國學院が、夜は日本法律学校が使用していた。
山田没後の1895年（明治28年）10月に神田区一ツ橋通町（現・千代田区一ツ橋2丁目）の大日本教育会内の一室を借りて移転したが、間もなく大日本教育会に合併話が持ち上がり、教室の継続使用ができなくなったため、翌年6月神田区三崎町3丁目の練兵場跡地の校舎に移転して皇典講究所から独立した。当初の敷地は約220坪、建坪は約160坪。3つの教室と講師室、事務室などが設けられていたに過ぎなかったが、明治30年代には増築を重ねて6部屋の教室を擁する2階建て校舎となり、1912年（明治45年）にも改築の手が加えられた。
1918年（大正7年）には創立30周年記念事業の一環として新校舎の建設構想が浮上した。大学令による認可条件として施設整備は必須だったため、1919年（大正8年）12月に起工、認可間もない1920年（大正9年）5月に新校舎落成式、大正8年度卒業式、校友大会を兼ねた昇格祝賀会を行った。
三崎町校舎は現在の日本大学神田三崎町キャンパス（法学部・経済学部および両学部管轄の大学院研究科が所在）に継承されている。旧飯田町校舎の所在地は現在、「日本大学開校の地」の碑が建立されている。